# Джон Хопфилд
Джон Джоузеф Хопфилд (на английски: John Joseph Hopfield) е американски физик.
Роден е на 15 юли 1933 година в Чикаго в семейството на физик с полски произход. През 1954 година получава бакалавърска степен по физика в Суортморския колеж, а през 1958 година защитава докторат в Университета „Корнел“. Работи последователно в Лабораториите „Бел“, Калифорнийския университет – Бъркли (1961 – 1964), Принстънския университет (1964 – 1980 и от 1997) и Калифорнийския технологичен институт (1980 – 1997), главно в областта на биофизиката, но е най-известен с изследванията си върху изкуствените невронни мрежи.
През 2024 година Хопфилд – заедно с Джефри Хинтън – получава Нобелова награда за физика „за основополагащи открития и изобретения, които дават възможност за машинно самообучение чрез изкуствени невронни мрежи“.